# Нисевин, Платон Аполлонович
Платон Аполлонович Нисевин (1830—1877) — художник-акварелист, академик Императорской Академии художеств.

## Биография
Учился в Строгановском училище (1840—1856). Преподаватель технического рисования в Строгановском училище (с 1857).
В 1855 году Императорской Академией художеств было присвоено звание неклассного художника.
В 1861 году Академией Художеств было присвоено звание академика за акварельный пейзажные рисунки.

Примеры работ П. А. Нисевина
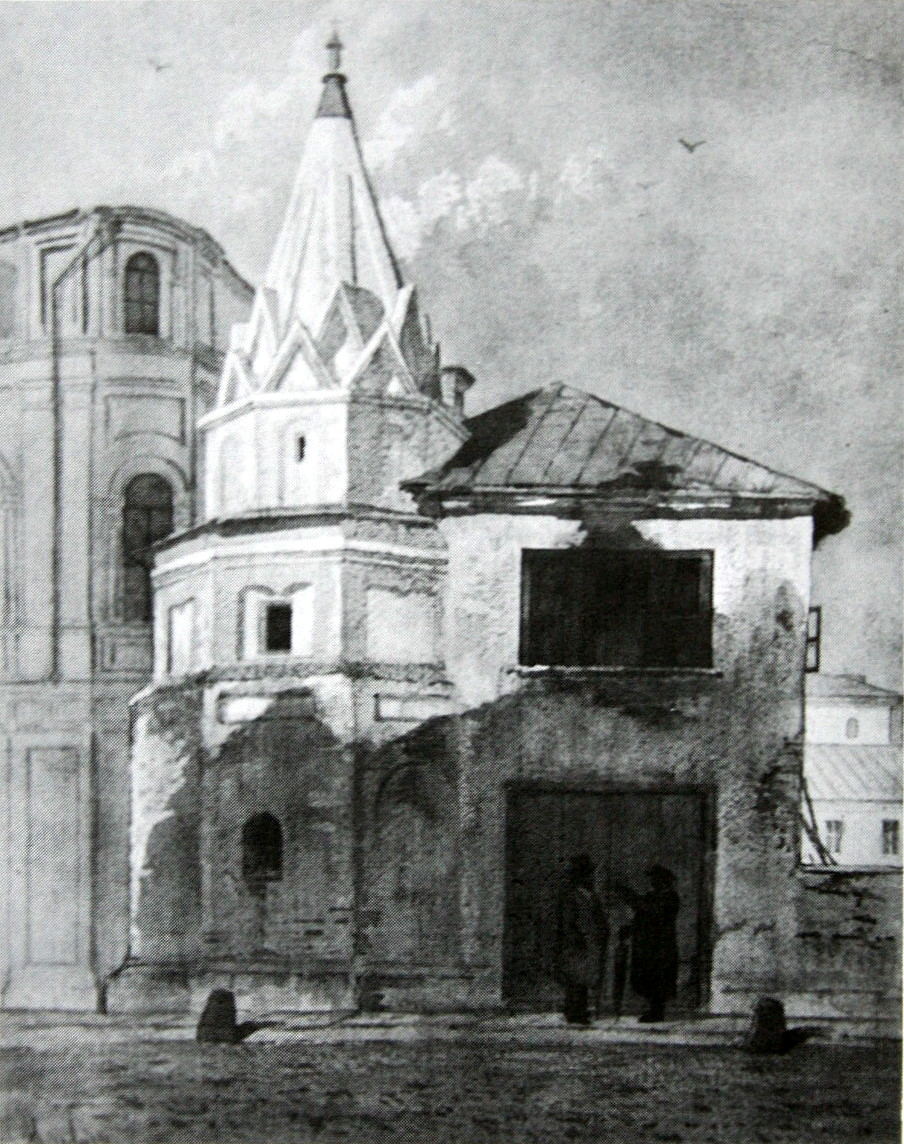
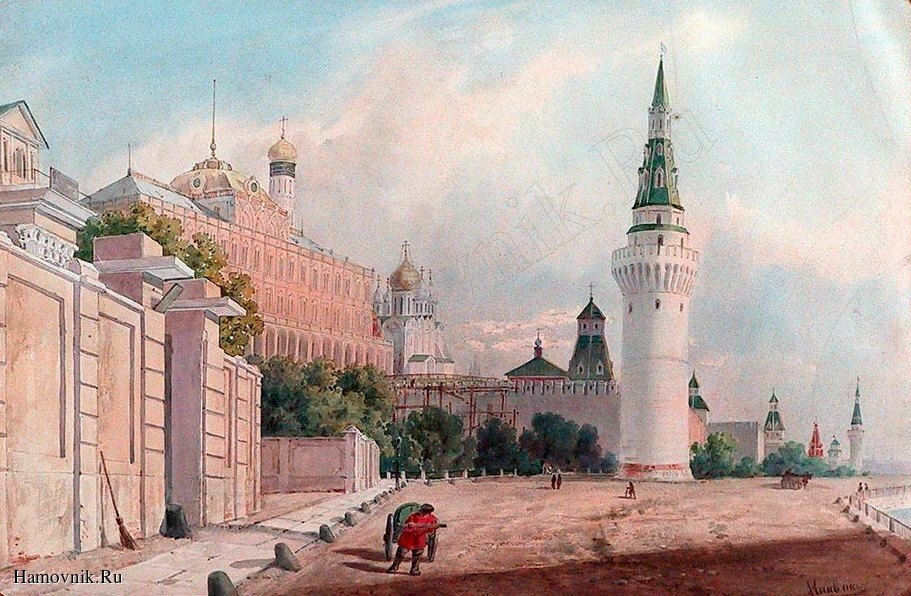
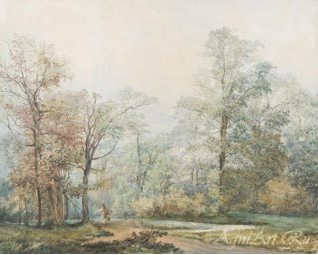
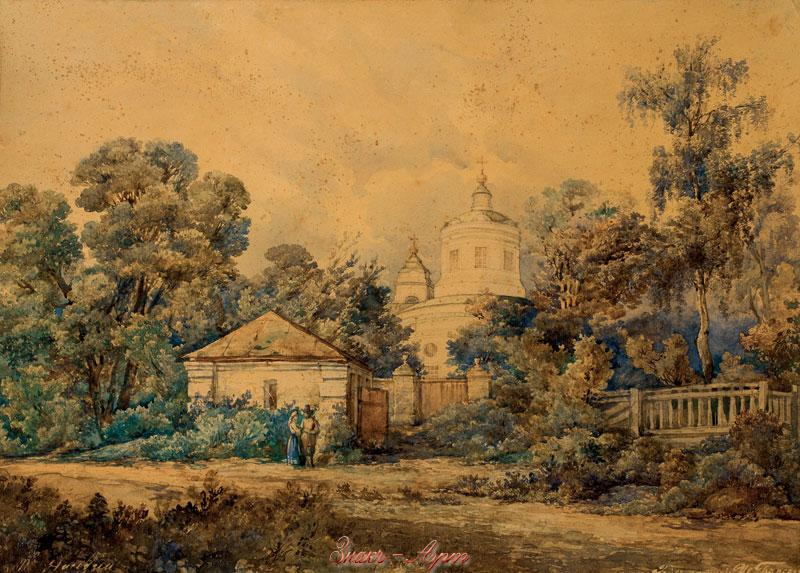